# Фонд ООН для инвестиций в развитие
Фонд капитального развития ООН (англ. United Nations Capital Development Fund, UNCDF) — специализированное агентство Организации Объединённых Наций, созданное резолюцией 2186 Генеральной Ассамблеи ООН от 13 декабря 1966 года. В соответствии с этой резолюцией, задачей Фонда для инвестиций в развитие является «оказание помощи развивающимся странам в развитии их экономик путём дополнения существующих источников финансовой помощи грантами и ссудами». Фонд располагается в Нью-Йорке, США.

## Общие сведения

### Полномочия
Фонд капитального развития ООН имеет уникальные финансовые полномочия в системе ООН. Фонд обеспечивает финансирование для инвестиций и технического содействия как государственному, так и частному сектору наименее развитых стран. Способность обеспечивать капитальное финансирование в виде грантов и ссуд под низкий процент, а также предоставлять техническую экспертизу для подготовки инфраструктурных проектов, делает Фонд важным дополнением другим организациям ООН. Фонд часто осуществляет начальное финансирование проектов, которые впоследствии поддерживаются благотворительными фондами и частными инвесторами.

### Направление деятельности
Фонд капитального развития ООН является единственным агентством ООН, которое работает преимущественно в наименее развитых странах.  Фонд капитального развития ООН организует распределение государственных и частных средств в пользу бедного населения 47 наименее развитых стран (НРС) мира. В настоящее время Фонд поддерживает 33 из 48 наименее развитых страны через свои программы в этих странах, а также при помощи региональных и всемирных программ. ФКРООН предлагает модели финансирования «последней мили», направляющие государственные и частные финансовые ресурсы (в особенности на местном уровне) на сокращение масштабов нищеты и содействие местному экономическому развитию. Модели финансирования ФКРООН работают по трем каналам. 
- Инклюзивная цифровая экономика , связывающая людей, домохозяйства и малые предприятия с финансовыми экосистемами стимулирующими участие в местной экономике, и предоставляющая средства для выхода из бедности и управления финансовой жизнью.
- Финансирование местной трансформации , расширяющее возможности местных сообществ путем децентрализации налогообложения, муниципальных финансовых инноваций и структурированного финансирования проектов для стимулирования роста местной экономики и устойчивого развития, направлено на то, чтобы люди во всех регионах и областях пользовались преимуществами экономического роста.
- Инвестиционное финансирование , обеспечивающее стимулирующее финансовое структурирование, снижение рисков и размещение капитала для повышения воздействия ЦУР и для привлечения местных ресурсов.

### Управление и финансирование
Фонд является автономной организацией, которая финансируется на добровольных началах и связана с Программой развития ООН (хотя и финансируется отдельно от неё). Исполнительный совет ПРООН является одновременно Исполнительным советом Фонда. Исполнительный совет встречается три раза в год и состоит из 36 государств, представляющих различные регионы на ротационной основе. Программные страны составляют примерно две трети Исполнительного совета, в то время как остальные места принадлежат странам-донорам. Исполнительный совет отчитывается перед Экономическим и Социальным Советом и в конечном итоге перед Генеральной Ассамблеей ООН.
Администратор ПРООН является одновременно Управляющим директором Фонда. Право по управлению основными аспектами работы Фонда делегировано Исполнительному секретарю. С 2021 года Исполнительным секретарём Фонда является Прити Синха (Preeti Sinha) (Индия).
Финансирование Фонда поступает от стран-членов ООН, фондов и частного сектора. Финансирование Фонда существенно выросло в последние годы, начиная с 2010 и достигает примерно 60 миллионов долларов в год. Значительная доля финансирования приходится на частные фонды. В 2020 году доход Фонда составлял 81,3 млн долларов, при этом 9,8 млн, или 12% всех ресурсов, поступило из частных фондов и корпораций.